# Сальня

Сальня (Сольня) — река в России, протекает в Шуйском районе Ивановской области. Устье реки находится в 70 км по правому берегу реки Теза. Длина реки составляет 15 км, площадь водосборного бассейна — 25,7 км².
Исток реки восточнее деревни Михалёво в 11 км к юго-западу от центра города Шуя. Река течёт на восток, кроме деревни Федотово населённых пунктов на берегах нет. Впадает в Тезу десятью километрами южнее города Шуя, напротив села Сергеево.

## Данные водного реестра
По данным государственного водного реестра России относится к Окскому бассейновому округу, водохозяйственный участок реки — Клязьма от города Ковров и до устья, без реки Уводь, речной подбассейн реки — бассейны притоков Оки от Мокши до впадения в Волгу. Речной бассейн реки — Ока.
По данным геоинформационной системы водохозяйственного районирования территории РФ, подготовленной Федеральным агентством водных ресурсов:
- Код водного объекта в государственном водном реестре — 09010301112110000033402
- Код по гидрологической изученности (ГИ) — 110003340
- Код бассейна — 09.01.03.011
- Номер тома по ГИ — 10
- Выпуск по ГИ — 0